# Stephen Storm
Stephen Storm was de artiestennaam van Wouter Stephan ('Faan') Nijhoff, een Nederlandse fotograaf.
Hij werd op 28 augustus 1916 in Teteringen (bij Breda) geboren. Zijn ouders waren Martinus Nijhoff (1894-1953) en Antoinette Hendrika ('Netty') Wind (later bekend als de schrijfster A.H. Nijhoff, 1897-1971), kort voor zijn geboorte getrouwd. Rond 1920 verliet zijn moeder met hem hun huis in Laren en zij reisde met hem door Europa. Zij woonden onder andere in Frankrijk en Italië, waardoor hij vloeiend Frans en Italiaans sprak. Hij leerde moeilijk, kon op school niet rekenen en schrijven kostte hem moeite.
Vader Martinus Nijhoff werd in 1936/37 voor zijn beroemde gedicht "Het uur U" geïnspireerd door een droom die zijn zoon hem tijdens een autotocht vertelde en die in de Bredase Baronielaan (en niet in de Utrechtse Herenstraat!) speelde; vandaar dat het gedicht aan zijn zoon is opgedragen.
Zijn moeder vroeg de Amerikaanse fotograaf Man Ray, toen ze met haar zoon in Parijs woonde, Faan op te leiden tot fotograaf. In deze tijd was hij de eerste grote liefde van Albert Mol, met wie hij een jaar of drie een relatie had. Na de Tweede Wereldoorlog had Faan een fotostudio in Den Haag, later in Parijs. Op zijn beurt was Faan Nijhoff de leermeester van Paul Huf.
In 1959 vestigde Faan Nijhoff zich in Saint-Légier-La Chiésaz bij Lausanne. In 1984 besloot hij om alles wat aan de naam Nijhoff herinnerde, uit zijn leven te bannen. Daarom wilde hij ook alle manuscripten e.d. van zijn ouders verbranden, maar gelukkig kon een deel door de beoogde biograaf van zijn vader, Andreas Oosthoek, gered worden.
Faan Nijhoff overleed in zijn woonplaats op 10 december 1986 en werd er ook begraven.
- Biografisch Portaal: 17800884
- International Standard Name Identifier: 0000 0003 8787 4052
- Nederlandse Thesaurus van Auteursnamen: 07230958X
- PIC: 298414
- RKD-Nederlands Instituut voor Kunstgeschiedenis: 438397
- Système universitaire de documentation: 255630832
- Virtual International Authority File: 280958851

1. ↑  Hij liet een sculptuur en vijf schilderijen uit zijn collectie aan de Centre d'enseignement supérieur de l'Est vaudois.